# Rollflügel-Holzeule

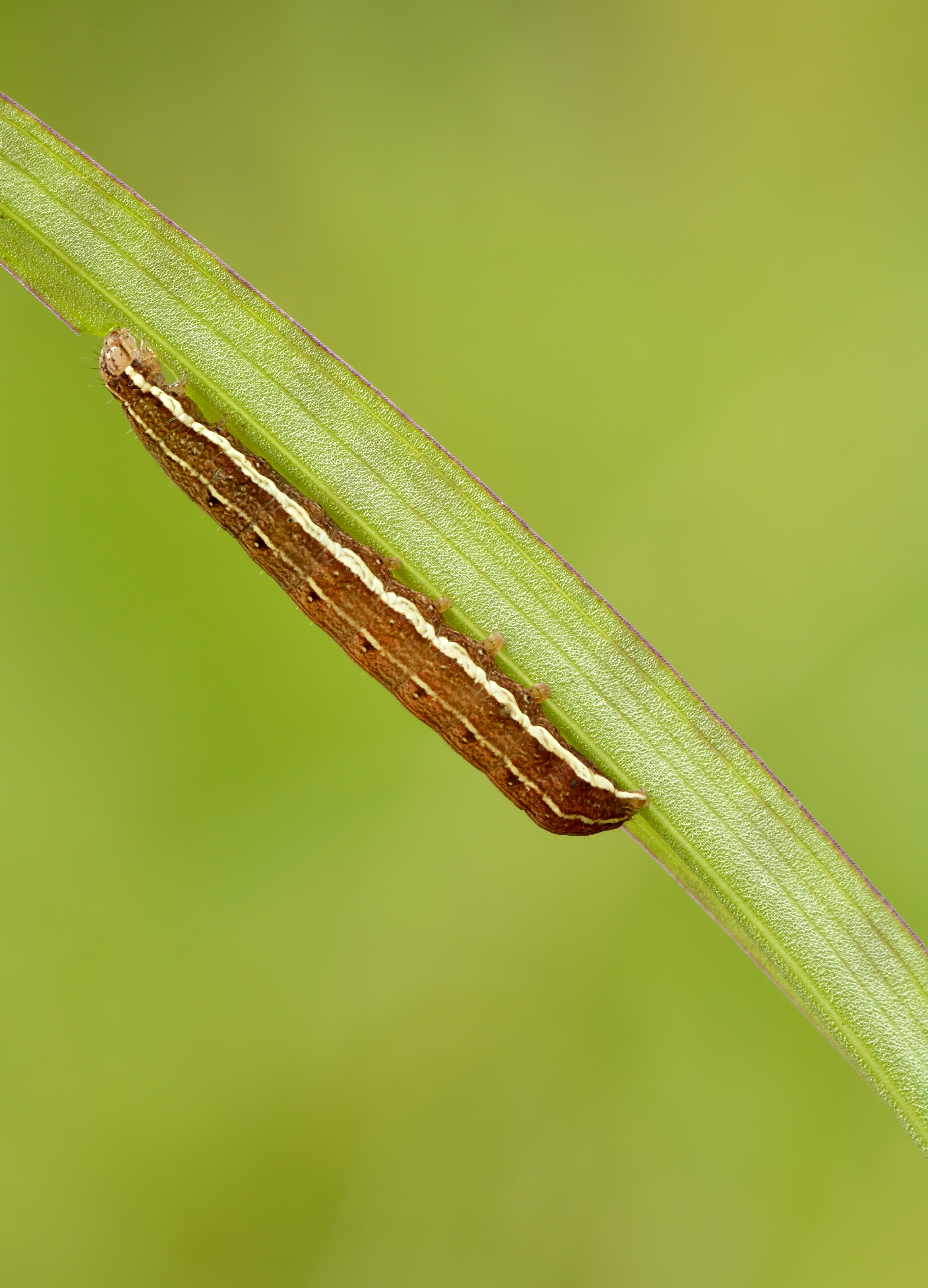
Raupe der Rollflügel-Holzeule

Die Rollflügel-Holzeule (Xylena (Lithomoia) solidaginis), auch Weißgraue Moderholzeule genannt, ist ein Schmetterling (Nachtfalter) aus der Familie der Eulenfalter (Noctuidae).

## Merkmale

### Falter
Mit einer Flügelspannweite von 41 bis 54 Millimetern handelt es sich bei der Rollflügel-Holzeule um einen mittelgroßen Eulenfalter. Die Vorderflügel sind schmal und lang. Deren Grundfärbung variiert von weißgrau über blaugrau bis zu graubraun. Die Nierenmakel sind groß und weißlich gefüllt, die Ringmakel sind hingegen klein. Das Mittelfeld ist zumeist verdunkelt. Nahe dem Saum ist ein aus schwarzen Pfeilflecken gebildetes W-Zeichen zu erkennen. Die Hinterflügel sind zeichnungslos graubraun, am Saum etwas verdunkelt. Der Saugrüssel der Falter ist gut entwickelt. Die Fühler der Männchen sind schwach gesägt.

### Ei, Raupe und Puppe
Das kugelige Ei besitzt eine stark abgeflachte Basis, ist nach innen leicht eingewölbt, deutlich wellig gerippt und rötlichgrau gefärbt.
Erwachsene Raupen sind von bräunlicher Farbe und zeigen breite gelbe Längsstreifen. Sie haben außerdem eine gelbe Punktierung sowie eine dünne, unterbrochene, gelbweiße Rückenlinie, die von dunkelbraunen Flecken eingefasst ist.
Die schlanke Puppe ist am Kremaster mit feinen Dornen bestückt.

## Geographische Verbreitung und Lebensraum
Die Verbreitung der Rollflügel-Holzeule erstreckt sich durch nahezu ganz Europa, ostwärts bis zum Ural sowie nach Kamtschatka und Japan. In den Alpen steigt sie bis auf etwa 1500 Meter. Sie ist hauptsächlich auf moorigem Gelände, in feuchten Mischwäldern sowie in Tundra- und Taigagebieten anzutreffen.

## Lebensweise
Die Falter fliegen univoltin von August bis November. In Ruhestellung rollen sie die Flügel um den Leib. Dadurch gleichen sie einem Rindenstück oder einem abgebrochenen Zweig und sind so gut vor Fressfeinden geschützt. Sie sind nachtaktiv und fliegen künstliche Lichtquellen an, gerne auch angelegte Köder. Die Raupen leben von Mai bis Juli. Sie ernähren sich polyphag von einer Vielzahl von Pflanzen, von denen hier nur eine Auswahl genannt ist:
- Heidelbeere (Vaccinium myrtillus),
- Rauschbeere (Vaccinium uliginosum),
- Preiselbeere (Vaccinium vitis-idea),
- Sumpfporst (Rhododendron tomentosum),
- Besenheide (Calluna vulgaris),
- Weidenarten (Salix),
- Birkenarten (Betula)

und andere.
Die Verpuppung erfolgt in einer Erdhöhle. Die Art überwintert im Eistadium.

## Gefährdung
In Deutschland ist die Rollflügel-Holzeule verbreitet, gebietsweise aber selten und wird auf der Roten Liste gefährdeter Arten in Kategorie 3 (gefährdet) eingestuft, in Baden-Württemberg erscheint sie auf der Vorwarnliste.